# Guarulho
Guarulho (pl. Guarulhos), pleme američkih Indijanaca porodice Puri-Coroado,  s planina Serra dos Órgãos i obala rijeka Piabanha, Paraíba i njihovih pritoka, uključujući i Muriaé u brazilskim državama Rio de Janeiro gdje se nazivaju Guarú i u Minas Gerais, pod imenom Guarulhos. Guarulhosi možda pripadaju široj skupini Coroada. Jezik se naziva guarú ili guarulho.

## Vanjske poveznice
- Brazilian Tribes
- A História de Guarulhos  Arhivirana inačica izvorne stranice od 1. svibnja 2007. (Wayback Machine)